# Posologia
La posologia (composto dal gr. πόσος = "quanto" e da lògos = "studio") è una parte della prescrizione medica (ricetta) riguardante le dosi e i tempi per l'assunzione di un farmaco, contenuta comunemente anche sul "foglietto illustrativo del farmaco" (detto anche colloquialmente "bugiardino"); inoltre è la parte della farmacologia che studia e determina le dosi e le modalità di somministrazione dei farmaci.
Nel tempo, ritenendo importanti anche altre nozioni, si è esteso il concetto di posologia.

## Somministrazione
È la vera e propria posologia in quanto descrive il numero di dosi che il paziente deve assumere nelle 24 ore per ottenere il desiderato effetto terapeutico.
Esempio, il medico dice: «Assumere 1 compressa per 3 volte al giorno, dopo i pasti». Il medico scrive abbreviato: «1 cpr x 3 volte/die» oppure «1 cpr tid».
Si raccomanda di controllare sempre attentamente la data di scadenza, riportata sulla confezione e di non somministrare un farmaco scaduto per nessun motivo.
In alcuni testi è possibile trovare l'abbreviazione per indicare quante volte assumere una determinata dose nell'arco delle 24 ore:
- QD o SID, 1 volta al giorno (dal latino quaque die o semel in die);
- BID, 2 volte al giorno (dal latino bis in die);
- TID, 3 volte al giorno (dal latino ter in die);
- QID, 4 volte al giorno (dal latino quater in die).

## Farmacologia
Bisogna tenere conto che la posologia è un cardine della farmacologia in quanto solo il corretto e testato uso del farmaco può dare effetti benefici e ridurre effetti secondari o sgraditi al paziente, viene pertanto consigliato d'attenersi alla posologia (tempi e modi d'uso del farmaco) descritta dal medico o dal farmacista nell'uso del farmaco.

## Foglio illustrativo del farmaco
Il foglietto illustrativo del farmaco è una scheda tecnica o libretto, che accompagna in modo obbligatorio in Italia, UE e USA ed in moltissimi Stati, ogni medicinale o sostanza per uso personale chimico (farmacologico), approvato dal Ministero della sanità.
La scheda tecnica è compilata dall'industria farmaceutica che produce il farmaco, in linguaggio gergale è anche chiamata bugiardino.
In questo foglietto o manuale sono riportate varie informazioni fra cui il principio attivo, la dose per singola somministrazione, avvertenze ed altro, non sempre ben comprensibili da un'utenza senza formazione in campo sanitario. È possibile, e consigliato, in caso di dubbio, chiedere spiegazioni al medico, al farmcista o, in ambito ospedaliero o territoriale, all'infermiere incaricato della somministrazione, in modo da comprednere ed evitare eventuali problemi (riportati nelle "controindicazioni" ed "effetti collaterali") che potrebbero insorgere in seguito all'utilizzo del farmaco.
È consigliabile averlo sempre disponibile insieme alla scatoletta del farmaco e quindi evitare di gettarlo. È possibile oggi cercare una copia del bugiardino attraverso i motori di ricerca sul webm inserendo il nome del farmaco.
Di solito sono descritti:
- Denominazione: nome del farmaco, breve descrizione, quantità venduta e copyright.
- Ditta: ditta produttrice e/o distributrice del farmaco, con indicazioni di dove si può reperire la ditta.
- Ingredienti: di cosa è costituita il farmaco.
- Dose di principio attivo per singola somministrazione.
- Forme farmaceutiche disponibili (se più di una).
- Azione: che tipo di azione avrebbe sull'organismo.
- Utilizzazione: come utilizzare il seguente farmaco e le principali norme d'attenzione nel suo utilizzo.
- Somministrazione: tempi e modi di prendere il farmaco, eventuali problemi per eccessivo dosaggio o altri problemi inerenti.
- Durata/Scadenza: quanto dalla data di fabbricazione il prodotto è valido, norme per la corretta conservazione del farmaco.
- Avvertenze generali: riguardano le precauzioni d'uso (es. se il farmaco interferisce con la viigilanza e l'attenzione), la pericolosità per i bambini, etc.
- Interferenze cibi-farmaco: pompelmo, alcool, caffeina, fragola (vitamina C)-antistaminici, tiramina (lievito, cioccolata, formaggi stagionati)-MAO inibitori, verdure a foglia verde e larga (vitamina K)-anticoagulanti, bibite energizzanti-betabloccanti, tè verde ad alte dosi (per sospetta azione sul citocromo p450[1]).